# Shadow Warrior
Shadow Warrior è uno sparatutto in prima persona, sviluppato dalla 3D Realms, e pubblicato dalla GT Interactive nel 1997 per PC.
Il 1º aprile del 2005, la 3D Realms ha pubblicato il codice sorgente del gioco, che in seguito è stato convertito per Windows, Linux e Macintosh. Un remake del gioco è stato pubblicato il 26 settembre 2013 ad opera di Flying Wild Hog. che hanno dato il via ad una trilogia co il secondo capitolo uscito nel 2016 e il terzo nel 2022
Nel 2013 ne è stato realizzato un remake dallo stesso titolo, per PC e alcune console disponibile per l'acquisto tramite sistemi di distribuzione digitale come Steam e GOG.com.

## Trama
Lo Wang è un ninja che lavora come guardia del corpo presso una grande compagnia, la Zilla Enterprises; quando scoprirà che il presidente, Master Zilla, è deciso a conquistare il Giappone con l'aiuto di creature del "lato oscuro", si dimette. Master Zilla si rende conto che "se Wang non è con lui, è contro di lui": per questo decide di scatenargli contro le forze oscure.

## Modalità di gioco
Utilizza il medesimo motore grafico di Duke Nukem 3D, il BUILD, è stato uno degli ultimi esponenti, insieme a Blood, dei giochi in prima persona che utilizzavano motori grafici in falso 3D (detti anche 2.5D).
Per la modalità giocatore singolo ci sono 20 livelli (più due segreti) suddivisi in 2 episodi; il gioco è ambientato in Giappone, è ricco di stereotipi e citazioni di film sulle arti marziali; tutto è permeato da una forte vena umoristica. Il gameplay di Shadow Warrior è simile a quello di altri giochi dello stesso genere: occorre trovare l'uscita di ogni livello, facendosi strada tra orde di nemici e semplici enigmi, utilizzando varie armi e power-up, alcuni richiamabili tramite apposito inventario. È inoltre possibile guidare dei veicoli e fare fuoco con le armi presenti su di essi. Inoltre offre anche supporto al multiplayer, con una serie di mappe appositamente dedicate.

### Le armi
- Katana: la famosa e letale spada giapponese, che Lo Wang impugna con onore. La katana è talmente affilata da tagliare in due qualsiasi nemico: inoltre, se si uccide un nemico in questo modo il suo sangue sporcherà le mani di Lo Wang finché il giocatore non si tufferà in acqua.
- Pugni furiosi: si seleziona con lo stesso pulsante della katana e consiste in una rapidissima scarica di pugni.
- Shuriken: le classiche stelle ninja. Ne vengono lanciate tre alla volta e coprono un raggio abbastanza ampio.
- Riot gun: è una specie di fucile a canne rotanti, letale a distanza ravvicinata.
- IMI Uzi: una pistola mitragliatrice impugnabile a una mano, in grado di sparare proiettili con una cadenza di fuoco elevata. Se se ne raccoglie una seconda, Lo Wang ne impugnerà una per mano raddoppiando il danno ma anche i proiettili consumati.
- Lanciarazzi: un gigantesco lanciarazzi. Se si trovano delle schede speciali nascoste nei livelli è possibile utilizzarlo anche per sparare razzi a ricerca di calore e bombe nucleari.
- Lanciagranate: spara delle granate con una traiettoria parabolica.
- Mine adesive: queste mine sono dotate di spuntoni che penetrano nella carne dei nemici.
- Railgun: un fucile hi-tech, che spara un sottile raggio laser in grado di eliminare anche più nemici che si trovino in fila.
- Testa del Guardiano: si ottiene dopo aver ucciso un Guardiano, un mostro verde molto simile a un orco. Reggendola in mano, Lo Wang potrà sparare delle palle di fuoco dagli occhi del mostro, incendiando i nemici.
- Cuore del Ripper: è l'arma più potente del gioco e se ne possono avere solamente un massimo di 5 alla volta. Si ottiene molto raramente dopo aver ucciso un Ripper, vale a dire una bestia molto simile a un gorilla in grado di uccidere Lo Wang strappandogli il cuore. Se si usa il cuore, stringendolo tra le mani, si provoca una violenta esplosione e si genera per un po' di tempo un clone di Lo Wang, che attaccherà tutti i nemici che gli capiteranno a tiro.

## Espansioni
Furono pubblicate due espansioni ufficiali: Twin Dragon e Wanton destruction. Un'ulteriore espansione, Deadly Kiss, era in fase di sviluppo da parte di SillySoft, non venne mai completata e pubblicata.

### Twin Dragon
Venne pubblicata come freeware nel 1998. Sviluppata da Wylde Productions offriva 13 nuovi livelli, nuove armi e nuovi nemici.

### Wanton Destruction
Venne pubblicata nel 2004 dalla Sunstorm Interactive, che ottenne i diritti per la creazione di un'espansione. Anche se non venne mai completata, a causa di problemi finanziari della società, come dichiarato dal presidente della stessa, venne resa disponibile come freeware nel 2005. Offriva 12 nuovi livelli, nuove armi e nuovi nemici.

## Romanzi
Esistono due romanzi basati sulla trama di Shadow Warrior: For Dead Eyes Only, scritto da Dean Wesley Smith e You Only Die Twice, di Ryan Hughes.